# شعب النجارين (ذي السفال)

تعديل مصدري - تعديل

شعب النجارين محلة تابعة لقرية بني عامر، التابعة لعزلة الدخال بمديرية ذي السفال إحدى مديريات محافظة إب في الجمهورية اليمنية، بلغ تعداد سكانها 183 حسب تعداد اليمن لعام 2004.